# Michał Milberger
Michał Milberger (ur. 1920 w Warszawie, zm. 18 grudnia 1997 w Paryżu) – polski rzeźbiarz, zamieszkały od 1963 w Paryżu. 
Studiował rzeźbę na Akademii Sztuk Pięknych w Warszawie, po wybuchu II wojny światowej znalazł się w Związku Radzieckim. Ukończył studia artystyczne w Moskwie, w roku 1955 został mianowany profesorem Akademii w Moskwie. W roku 1963 zamieszkał w Paryżu i pozostał tam do końca życia. 
Posiadał pracownię rzeźbiarską przy rue Borromée w XV dzielnicy. Tworzył rzeźby w brązie i terakocie. Dla muzeum Bohaterów Getta w kibucu Lochame ha-Geta’ot stworzył w roku 1983 rzeźbę przedstawiająca matkę z dzieckiem.
Został pochowany na cmentarzu w Bagneux w okolicach Paryża.